# Jona (sura)
Jona (arabsko Yunus) je 10. sura (poglavje) v Koranu, ki jo sestavlja 109 ajatov (verzov). Je meška sura.
Med opravljanjem molitve (salata oz. namaza) pri tej suri verniki opravijo 11 ruku'jev (priklonov).